# Marpent
Marpent est une commune française, située dans le département du Nord (59) en région Hauts-de-France. Elle est située dans le canton de Maubeuge-Nord, à 10 km du chef-lieu de canton. Elle comptait 2748 habitants au recensement de 2017.
Adhérente à l'intercommunalité de la communauté d'agglomération Maubeuge Val de Sambre, la commune de Marpent fait également partie de l'unité urbaine de Maubeuge qui est la cinquième du département du Nord.

## Géographie

### Situation
La commune de Marpent est située non loin de la Belgique voisine que les habitants peuvent rejoindre en passant soit par la ville frontalière de Jeumont, soit par le village frontalier de Vieux-Reng, ces deux communes étant limitrophes de la ville wallonne d'Erquelinnes.

### Communes limitrophes
| Boussois    | Vieux-Reng |         |
|             | Marpent    | Jeumont |
| Recquignies | Colleret   |         |

### Hydrographie

#### Réseau hydrographique
La commune est située dans le bassin Artois-Picardie. Elle est drainée par la Sambre canalisée et un autre petit cours d'eau,.
La Sambre canalisée est un canal, chenal et un cours d'eau naturel, d'une longueur de 101 km, qui prend sa source dans la commune de Rejet-de-Beaulieu, s'écoule vers le nord-est et franchit la frontière belge au droit de Jeumont. Les caractéristiques hydrologiques de la Sambre canalisée sont données par la station hydrologique située sur la commune. Le débit moyen mensuel est de 13,3 m3/s. Le débit moyen journalier maximum est de 161 m3/s, atteint lors de la crue du 10 janvier 2011. Le débit instantané maximal est quant à lui de 166 m3/s, atteint le même jour.

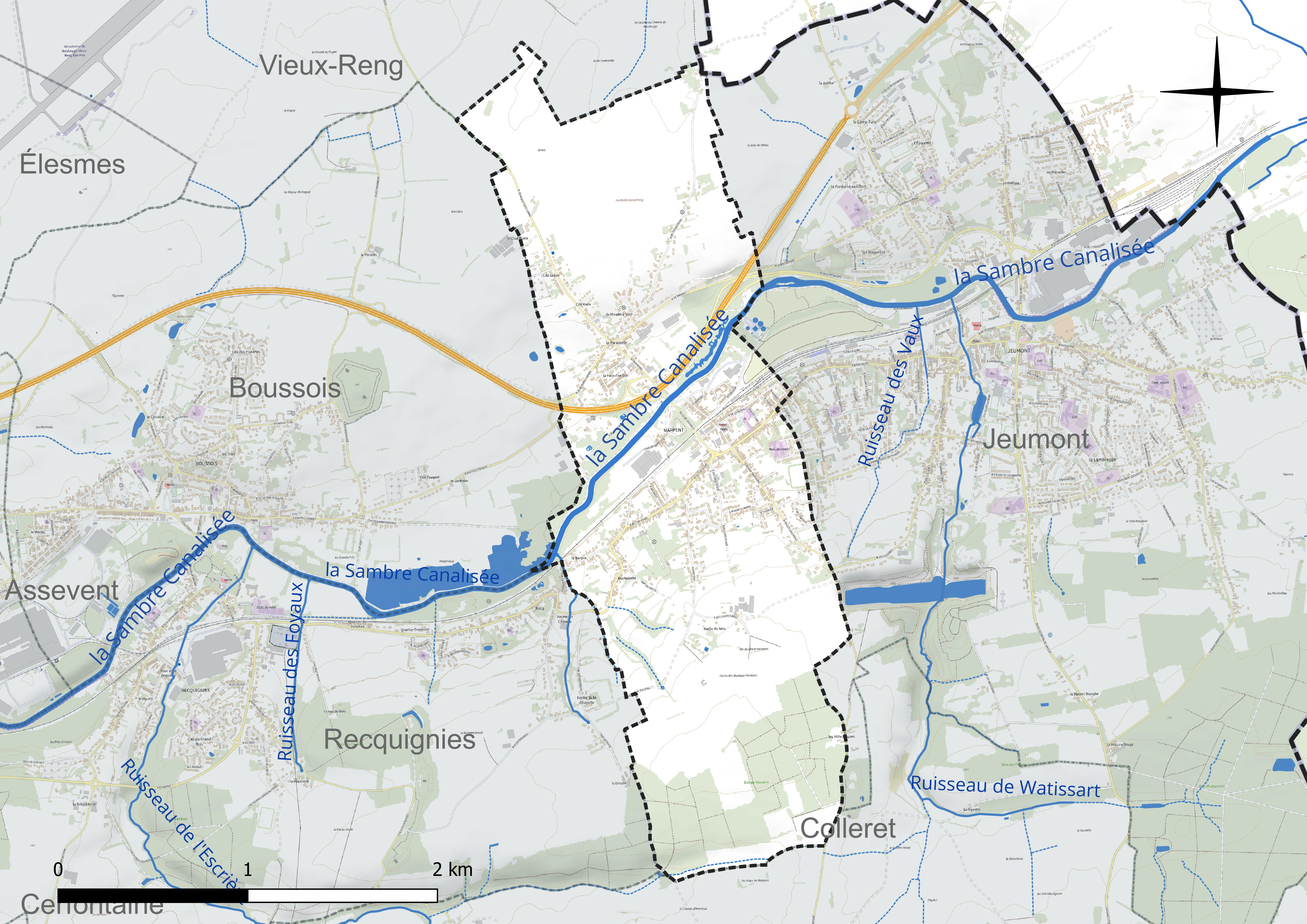
Réseau hydrographique de Marpent.

#### Gestion et qualité des eaux
Le territoire communal est couvert par le schéma d'aménagement et de gestion des eaux (SAGE) « Sambre ». Ce document de planification concerne un territoire de 1 253 km2 de superficie, délimité par le bassin versant de la Sambre. Le périmètre a été arrêté le 1er novembre 2003 et le SAGE proprement dit a été approuvé le 21 septembre 2012, puis modifié le 18 août 2022. La structure porteuse de l'élaboration et de la mise en œuvre est le syndicat mixte du Parc naturel régional de l'Avesnois. 
La qualité des cours d'eau peut être consultée sur un site dédié géré par les agences de l'eau et l'Agence française pour la biodiversité. 

### Climat
Pour des articles plus généraux, voir Climat des Hauts-de-France et Climat du Nord.
En 2010, le climat de la commune est de type climat des marges montargnardes, selon une étude du CNRS s'appuyant sur une série de données couvrant la période 1971-2000. En 2020, Météo-France publie une typologie des climats de la France métropolitaine dans laquelle la commune est exposée à un climat océanique altéré et est dans la région climatique  Nord-est du bassin Parisien, caractérisée par un ensoleillement médiocre, une pluviométrie moyenne régulièrement répartie au cours de l'année et un hiver froid (3 °C). 
Pour la période 1971-2000, la température annuelle moyenne est de 10 °C, avec une amplitude thermique annuelle de 15,3 °C. Le cumul annuel moyen de précipitations est de 879 mm, avec 12,5 jours de précipitations en janvier et 9,7 jours en juillet. Pour la période 1991-2020, la température moyenne annuelle observée sur la station météorologique la plus proche, située sur la commune de Saint-Hilaire-sur-Helpe à 22 km à vol d'oiseau, est de 10,5 °C et le cumul annuel moyen de précipitations est de 802,4 mm,. Pour l'avenir, les paramètres climatiques de la commune estimés pour 2050 selon différents scénarios d'émission de gaz à effet de serre sont consultables sur un site dédié publié par Météo-France en novembre 2022.

## Urbanisme

### Typologie
Au 1er janvier 2024, Marpent est catégorisée ceinture urbaine, selon la nouvelle grille communale de densité à sept niveaux définie par l'Insee en 2022.
Elle appartient à l'unité urbaine de Maubeuge (partie française), une agglomération internationale regroupant 22  communes, dont elle est une commune de la banlieue,,. Par ailleurs la commune fait partie de l'aire d'attraction de Maubeuge (partie française), dont elle est une commune de la couronne,. Cette aire, qui regroupe 65 communes, est catégorisée dans les aires de 50 000 à moins de 200 000 habitants,.

### Occupation des sols
L'occupation des sols de la commune, telle qu'elle ressort de la base de données européenne d'occupation biophysique des sols Corine Land Cover (CLC), est marquée par l'importance des territoires agricoles (57,8 % en 2018), une proportion identique à celle de 1990 (57,8 %). La répartition détaillée en 2018 est la suivante : 
terres arables (35,8 %), zones urbanisées (28,9 %), prairies (22 %), forêts (12,3 %), zones industrielles ou commerciales et réseaux de communication (0,9 %). L'évolution de l'occupation des sols de la commune et de ses infrastructures peut être observée sur les différentes représentations cartographiques du territoire : la carte de Cassini (XVIIIe siècle), la carte d'état-major (1820-1866) et les cartes ou photos aériennes de l'IGN pour la période actuelle (1950 à aujourd'hui).

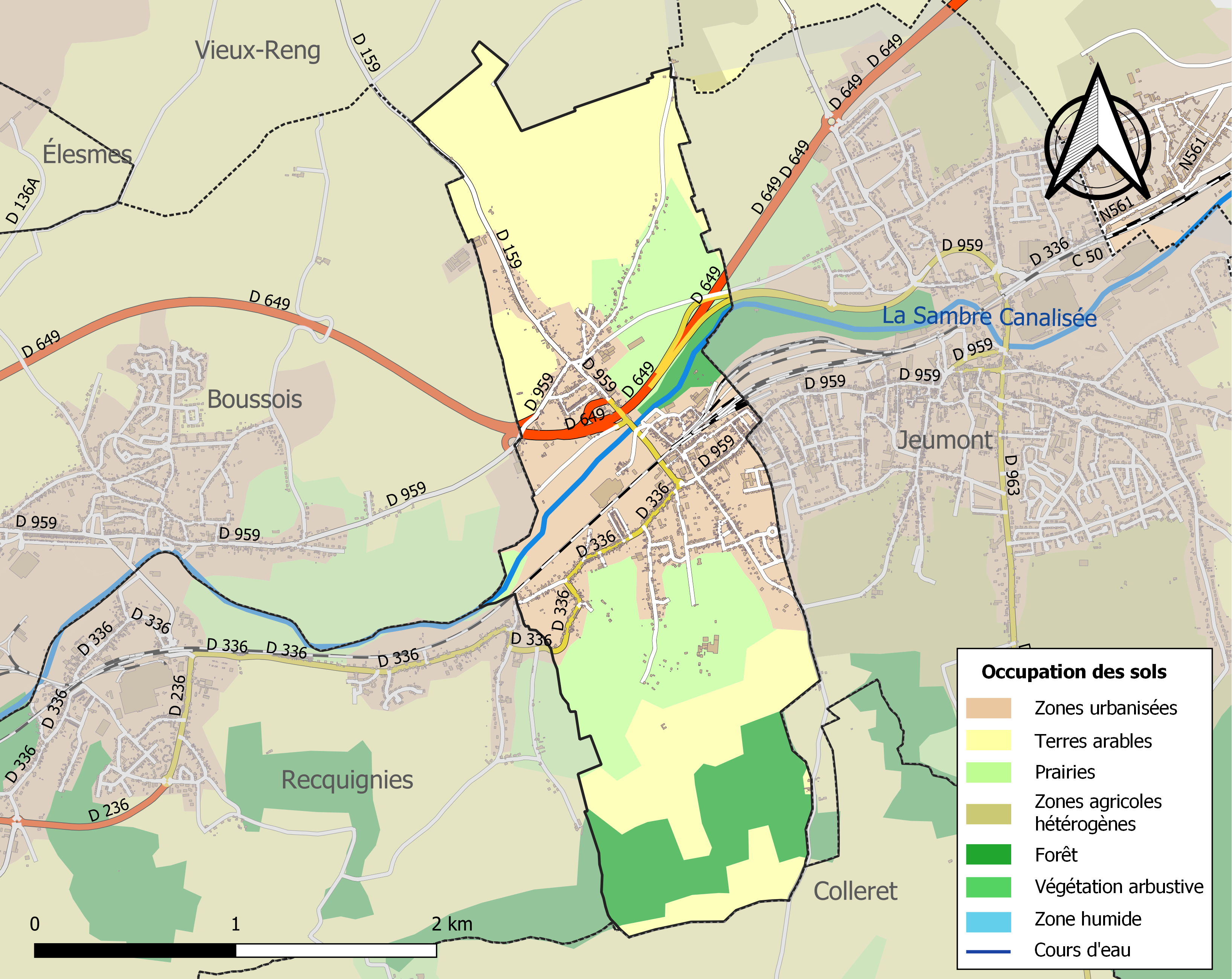
Carte des infrastructures et de l'occupation des sols de la commune en 2018 (CLC).

### Voies de communication et transports
La commune est desservie, en 2024, par les lignes A, 55, 55 Express et 61 du réseau Stibus. 

## Toponymie
Albert Dauzat, qui ne cite pas de forme ancienne, rapproche ce toponyme de Marpain (Jura, Merpein vers 1234) qu'il juge obscur et se contente d'un possible nom de femme germanique Merabind pris absolument. Il renvoie aussi éventuellement à Merpins (Charente, Merpens 1081) qui est possiblement explicable par le gaulois maro « grand » et penn « tête, cime », comprendre penno- « tête, extrémité » contenu dans les gloses latines sous la forme pennum « acutum » et pen(n)is « caput ». On note que cet élément a donné -pent dans les termes arpent et talapent (terme régional du Dauphiné) « pignon ».

## Histoire
Une origine gallo-romaine
Sous l'antiquité, les rives marécageuses de la Sambre n'offrent que peu de possibilités d'en traverser le cours. La voie de Bavay-Trèves emprunte un passage à gué à Marpent, à proximité de l'actuelle rue de la Barque, nom qui témoigne de la vocation séculaire du site. Comme laisse à penser la découverte de vestiges gallo-romains, c'est ce facteur stratégique qui motive l'implantation des premiers établissements humains.
À l'époque féodale, le contrôle du gué constitue une source de revenus importante pour le pouvoir seigneurial qui y établit un château. Il est également fait mention dans les documents d'époque d'un moulin à eau ainsi que d'un établissement religieux destiné aux jeunes filles situé sur la rive gauche.
Les constructions sont relativement éparses. Le centre-bourg s'organise autour d'une chapelle édifiée au XVe siècle, Notre-Dame d'Ayde, objet d'un important pèlerinage. Cette chapelle est sise à l'emplacement actuel de l'église.
La période industrielle

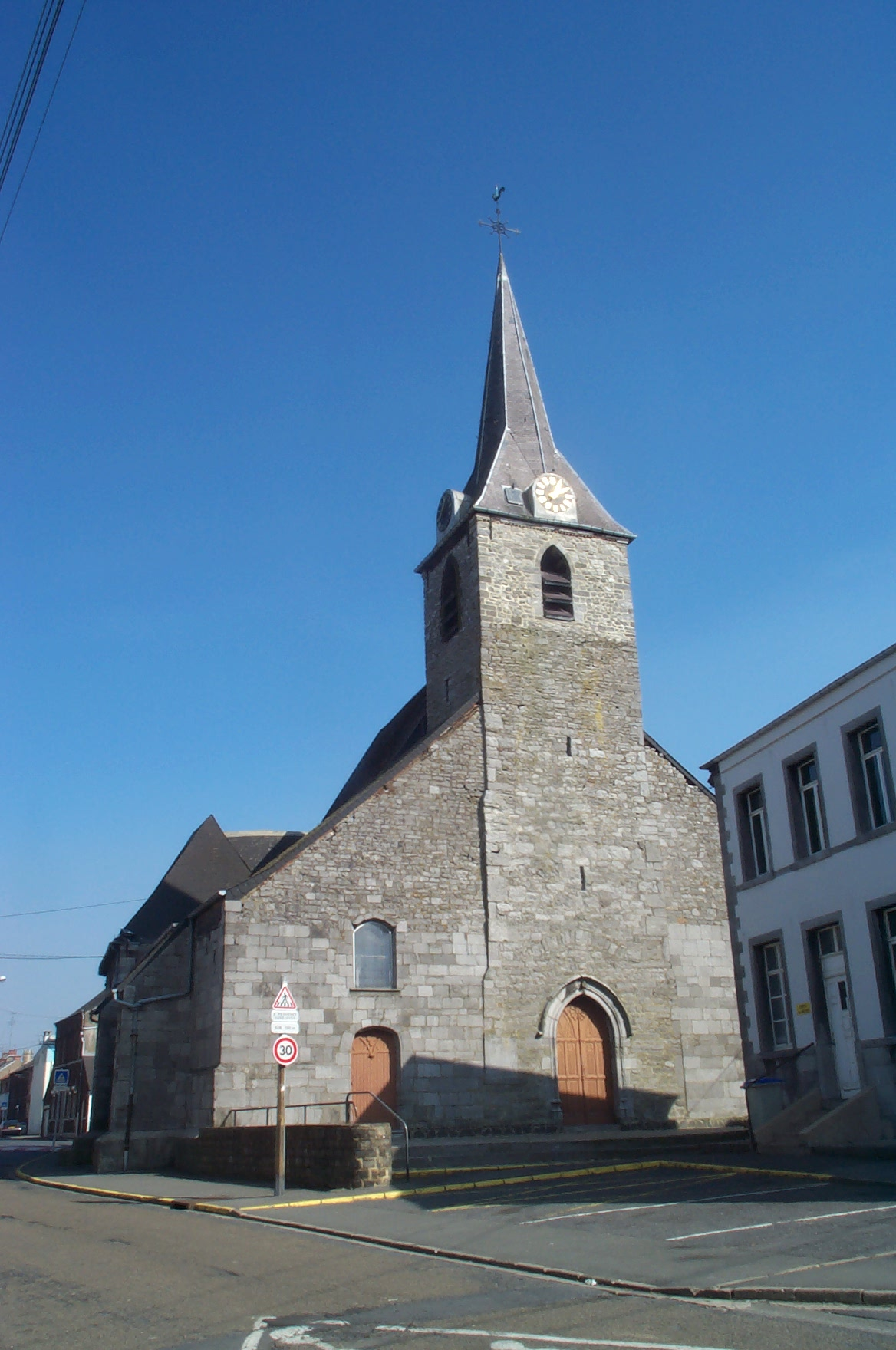
L'église Notre-Dame d'Aydes.

À l'orée du XIXe siècle, le coke et la vapeur se substituent progressivement au charbon de bois et à l'énergie hydraulique. La métallurgie traditionnelle ne tarde pas à s'adapter à ces progrès techniques et entame sa migration des régions forestières de la Thiérache et de la Fagne vers le bassin houiller de Charleroi.

Le besoin impérieux de moderniser la navigation sur la Sambre en la canalisant pour faciliter l'écoulement des productions vers Paris conduit à un accord entre les Pays-Bas et la France. En réaction à la lourde fiscalité douanière, la diffusion transfrontalière d'établissements industriels amène une métamorphose rapide du Val de Sambre Français, à laquelle Marpent n'échappe pas.
Érigé en 1855, le chemin de fer de Jeumont à Saint-Quentin marque une nouvelle étape dans ce processus de changement socio-économique du village.

À Marpent, les industries marbrières et céramiques sont les premières à prendre leur essor. Sous la poussée du capital, manufactures et entreprises artisanales cèdent le pas aux établissements industriels : Pirmez Moucheur devient Marmor en 1894, la société anonyme des terres plastiques, produits réfractaires et céramiques est créée en 1908, la société Royez frères en 1914… Elles sont vite accompagnées de la métallurgie.
En 1882, l'aciérie Baume & Marpent s'implante sur la commune. Fabriquant du matériel de chemin de fer qu'elle exporte mondialement (wagons voitures, autorails et tramways), elle emploie au plus fort de son activité 1 400 personnes et est à l'origine de la création des 50 logements de la cité de cheminots.

Le village s'urbanise inexorablement sous les injonctions de  l'industrie.
Au noyau rural scindé par la voie ferrée vient s'adjoindre un développement filamentaire, parallèle à la Sambre et à la Voie Ferrée et pratiquement ininterrompu de Rocq à Jeumont. La cité Delbreil, la rue Pasteur ou encore la rue du 8 mai 1945 témoignent bien de cette urbanisation industrielle soucieuse de rentabilité. Rue de la République, le continuum bâti gomme les limites communales.
Cette contiguïté avec la commune de Jeumont fait bénéficier Marpent d'une réflexion sur son aménagement dans le cadre de la loi Cornudet de 1919, obligeant les communes importantes à concevoir un plan d'aménagement, d'embellissement et d'extension au-delà même de leur limite communale. Cet exercice préfigure les démarches ultérieures de planification.

L'école des filles construite en 1932  ainsi que la mairie et la salle des fêtes réalisées entre 1952 et 1964 par Danis et Gaillard sont de beaux exemples d'architecture publique témoignant de la prospérité de Marpent pendant la période industrielle.
La période contemporaine
Dans les années 1970, la réalisation de la voie rapide Maubeuge-Jeumont renforce l'effet de coupure entre le Nord et le Sud du territoire communal que constituent déjà la Sambre et la voie ferrée.

Dans le même temps, la desserte directe de la commune contribue à l'urbanisation des coteaux (rue Jean-Baptiste Lebas, cité Léo Lagrange ; Rue Victor Hugo, cité la clef des champs.…) et donne à Marpent son statut de commune péri-urbaine. Les constructions contemporaines viennent combler les interstices le long des voies de communication.

## Politique et administration

### Liste des maires
| Période                                  | Période                   | Identité          | Étiquette    | Qualité |
| ---------------------------------------- | ------------------------- | ----------------- | ------------ | --- |
| Les données manquantes sont à compléter. |                           |                   |              | |
| 1802                                     | 1807                      | J. B. Desombiaux, |              | |
| Les données manquantes sont à compléter. |                           |                   |              | |
| ca. 1881                                 |                           | M. Moulin         |              | |
| Les données manquantes sont à compléter. |                           |                   |              | |
| mai 1953                                 | novembre 1975 (démission) | Maurice Fostier   | SFIO puis PS | Dessinateur industriel, maire honoraire Adjoint au maire (1945 → 1953)                                                                  |
| novembre 1975                            | mars 2001                 | Jacques Rougefort | PS           | |
| mars 2001                                | En cours (au 24 mai 2020) | Jean-Marie Allain | DVG          | Sociologue retraité Ancien vice-président de la CA Maubeuge Val de Sambre Réélu pour le mandat 2014-2020 Réélu pour le mandat 2020-2026 |

## Population et société

### Démographie

#### Évolution démographique
L'évolution du nombre d'habitants est connue à travers les recensements de la population effectués dans la commune depuis 1793. Pour les communes de moins de 10 000 habitants, une enquête de recensement portant sur toute la population est réalisée tous les cinq ans, les populations de référence des années intermédiaires étant quant à elles estimées par interpolation ou extrapolation. Pour la commune, le premier recensement exhaustif entrant dans le cadre du nouveau dispositif a été réalisé en 2005.

En 2022, la commune comptait 2 649 habitants, en évolution de −3,95 % par rapport à 2016 (Nord : +0,51 %, France hors Mayotte : +2,11 %).
| 1793 | 1800 | 1806 | 1821 | 1831 | 1836 | 1841 | 1846 | 1851 |
| ---- | ---- | ---- | ---- | ---- | ---- | ---- | ---- | ---- |
| 267  | 263  | 328  | 406  | 494  | 502  | 548  | 593  | 609  |

| 1856 | 1861 | 1866 | 1872 | 1876 | 1881 | 1886  | 1891  | 1896  |
| ---- | ---- | ---- | ---- | ---- | ---- | ----- | ----- | ----- |
| 673  | 700  | 810  | 851  | 876  | 981  | 1 135 | 1 257 | 1 611 |

| 1901  | 1906  | 1911  | 1921  | 1926  | 1931  | 1936  | 1946  | 1954  |
| ----- | ----- | ----- | ----- | ----- | ----- | ----- | ----- | ----- |
| 2 022 | 1 991 | 2 338 | 2 307 | 2 715 | 2 859 | 2 817 | 2 714 | 2 948 |

| 1962  | 1968  | 1975  | 1982  | 1990  | 1999  | 2005  | 2006  | 2010  |
| ----- | ----- | ----- | ----- | ----- | ----- | ----- | ----- | ----- |
| 3 123 | 3 084 | 3 155 | 2 825 | 2 717 | 2 649 | 2 595 | 2 595 | 2 669 |

| 2015  | 2020  | 2022  | - | - | - | - | - | - |
| ----- | ----- | ----- | - | - | - | - | - | - |
| 2 773 | 2 674 | 2 649 | - | - | - | - | - | - |

#### Pyramide des âges
La population de la commune est relativement jeune.
En 2018, le taux de personnes d'un âge inférieur à 30 ans s'élève à 35,4 %, soit en dessous de la moyenne départementale (39,5 %). À l'inverse, le taux de personnes d'âge supérieur à 60 ans est de 27,4 % la même année, alors qu'il est de 22,5 % au niveau départemental.
En 2018, la commune comptait 1 323 hommes pour 1 406 femmes, soit un taux de 51,52 % de femmes, légèrement inférieur au taux départemental (51,77 %).
Les pyramides des âges de la commune et du département s'établissent comme suit.
| Hommes | Classe d’âge | Femmes |
| ------ | ------------ | ------ |
| 0,9    | 90 ou +      | 2,3    |
| 5,8    | 75-89 ans    | 8,6    |
| 18,1   | 60-74 ans    | 18,7   |
| 20,0   | 45-59 ans    | 17,3   |
| 18,9   | 30-44 ans    | 18,2   |
| 16,6   | 15-29 ans    | 16,3   |
| 19,5   | 0-14 ans     | 18,5   |

| Hommes | Classe d’âge | Femmes |
| ------ | ------------ | ------ |
| 0,5    | 90 ou +      | 1,4    |
| 5,3    | 75-89 ans    | 8,1    |
| 14,8   | 60-74 ans    | 16,2   |
| 19,1   | 45-59 ans    | 18,4   |
| 19,5   | 30-44 ans    | 18,7   |
| 20,7   | 15-29 ans    | 19,1   |
| 20,2   | 0-14 ans     | 18     |

## Culture locale et patrimoine

### Lieux et monuments
- L'ensemble formé par la salle des fêtes, la mairie, le monument aux morts et la statue de Sapho de l'artiste Eugène Guillaume est consigné à l'inventaire général du patrimoine culturel[31].
- Église Notre-Dame d'Ayde, dont les origines remontent à 1442. Dans l'église, un calvaire d'époque et une statue Vierge à l'Enfant classée au titre objet[32].
- Le kiosque à musique, type kiosque à concert, construit en 1926. Il y a deux types de kiosques à musique dans l'Avesnois : le kiosque à danser, surélevé, permettant à un petit l'orchestre de jouer au-dessus des danseurs et le kiosque à concert, qui peut accueillir un orchestre plus grand.
- Le cimetière communal héberge 26 tombes de guerre de la Commonwealth War Graves Commission, soldats prisonniers morts en août-octobre 1918[33].
- Moulin de la Parapette au Hameau de la Folie.
- Le parc Barbusse et sa fontaine.
- Les berges de la Sambre.
- L'oratoire Notre Dame de Délivrance, sortie nord, lieu-dit Marceau. Cet oratoire en forme de potale est reconstruit début XXIe siècle à l'ancienne, mais avec des matériaux nouveaux : la partie supérieure est de métal.

### Galerie

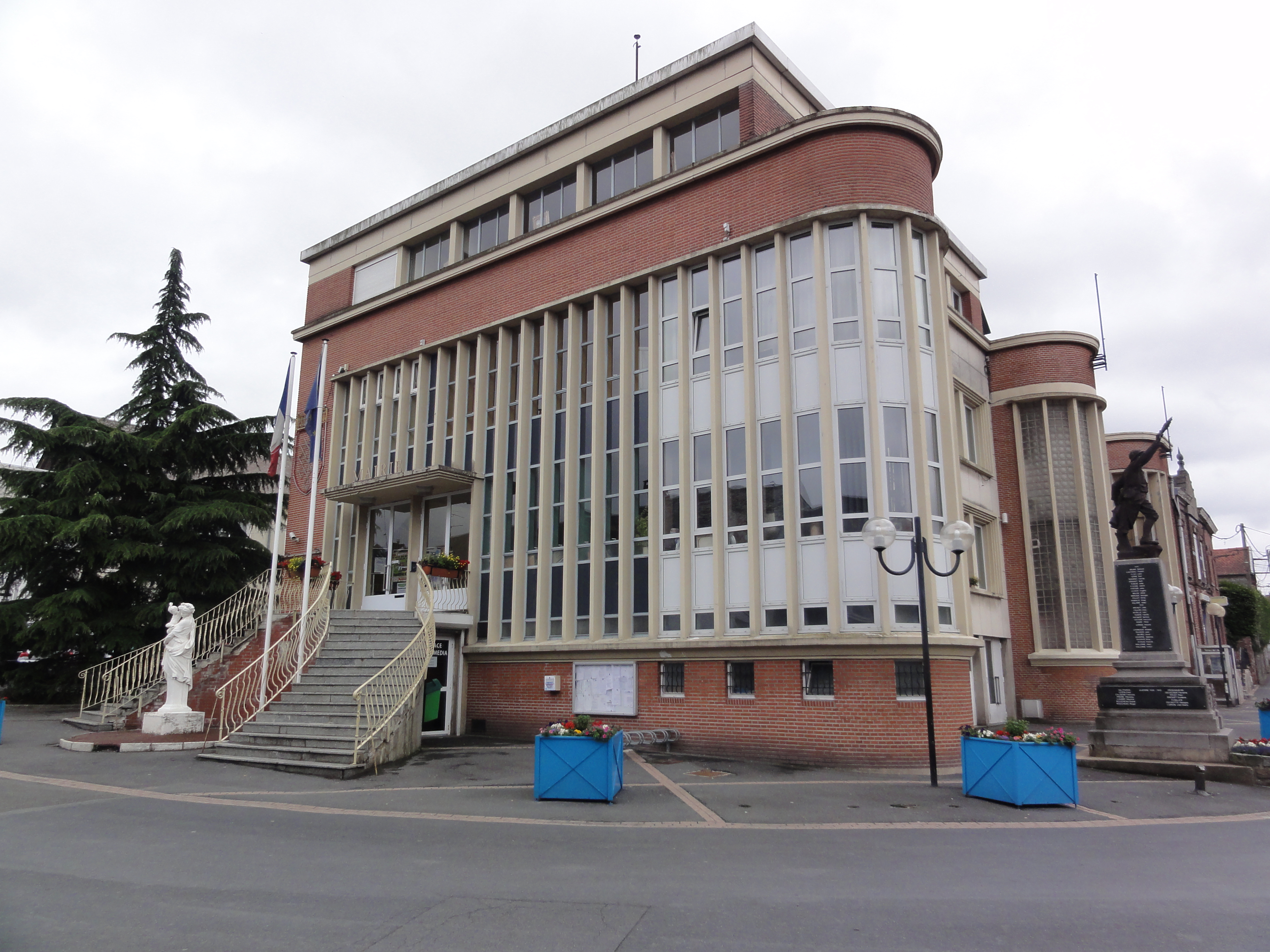
La mairie.
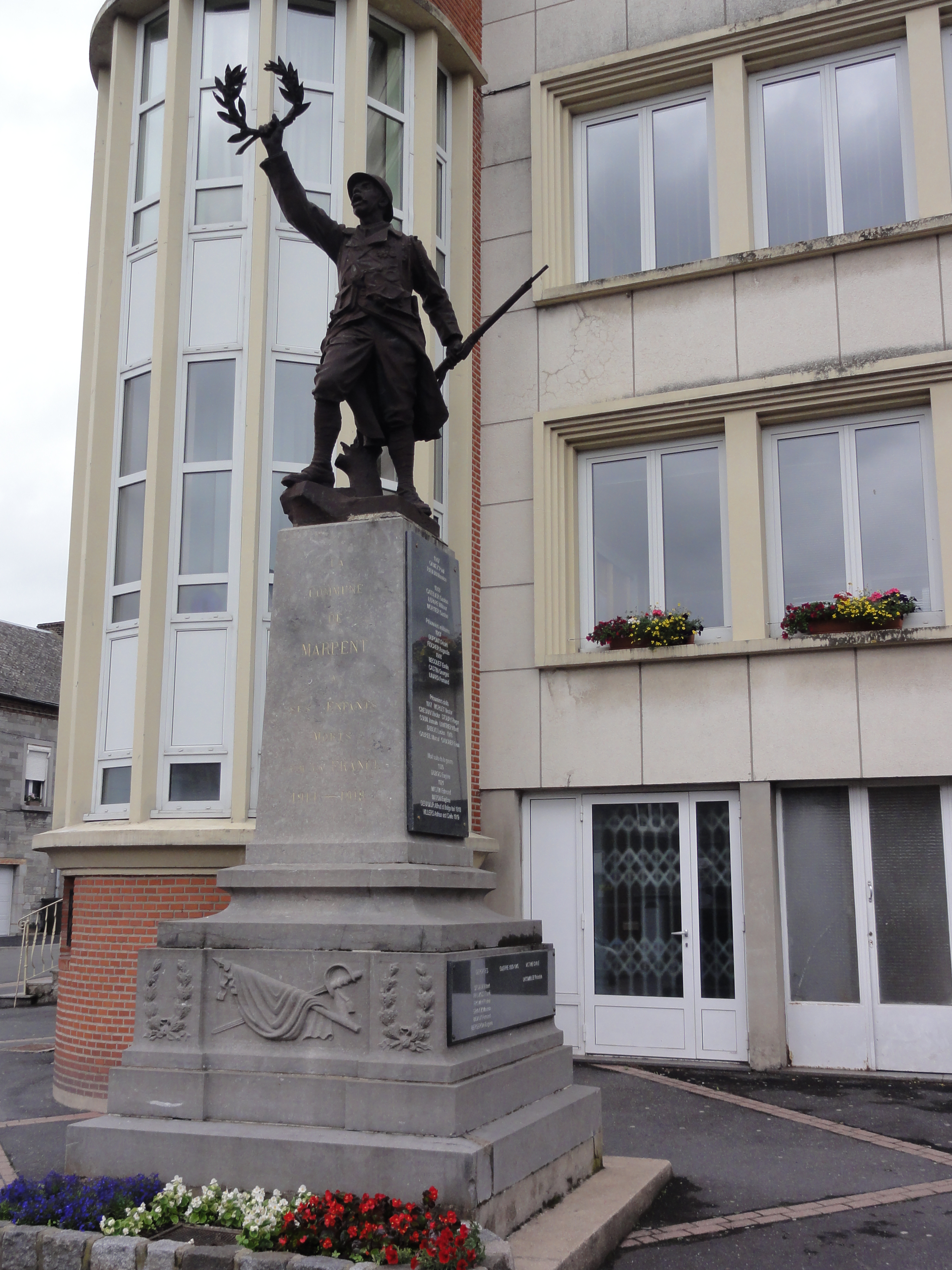
Monument aux morts.
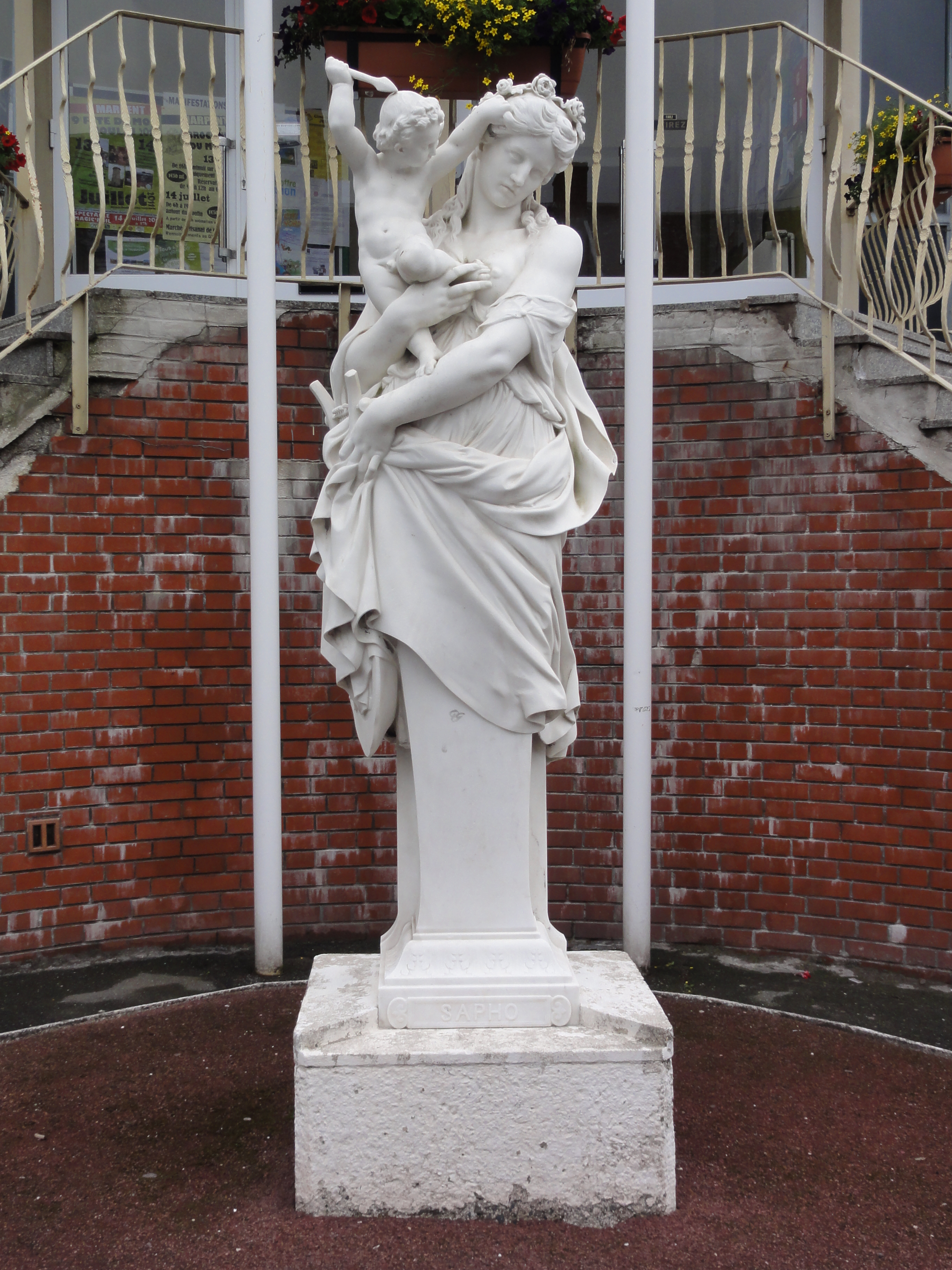
Statue Sapho d'Eugène Guillaume.
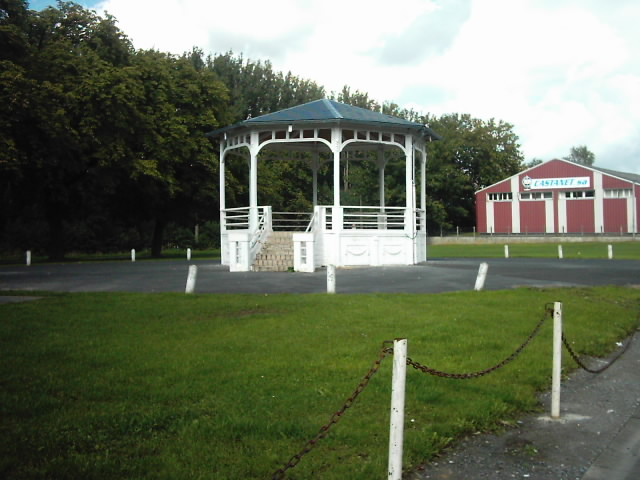
Le kiosque à musique.
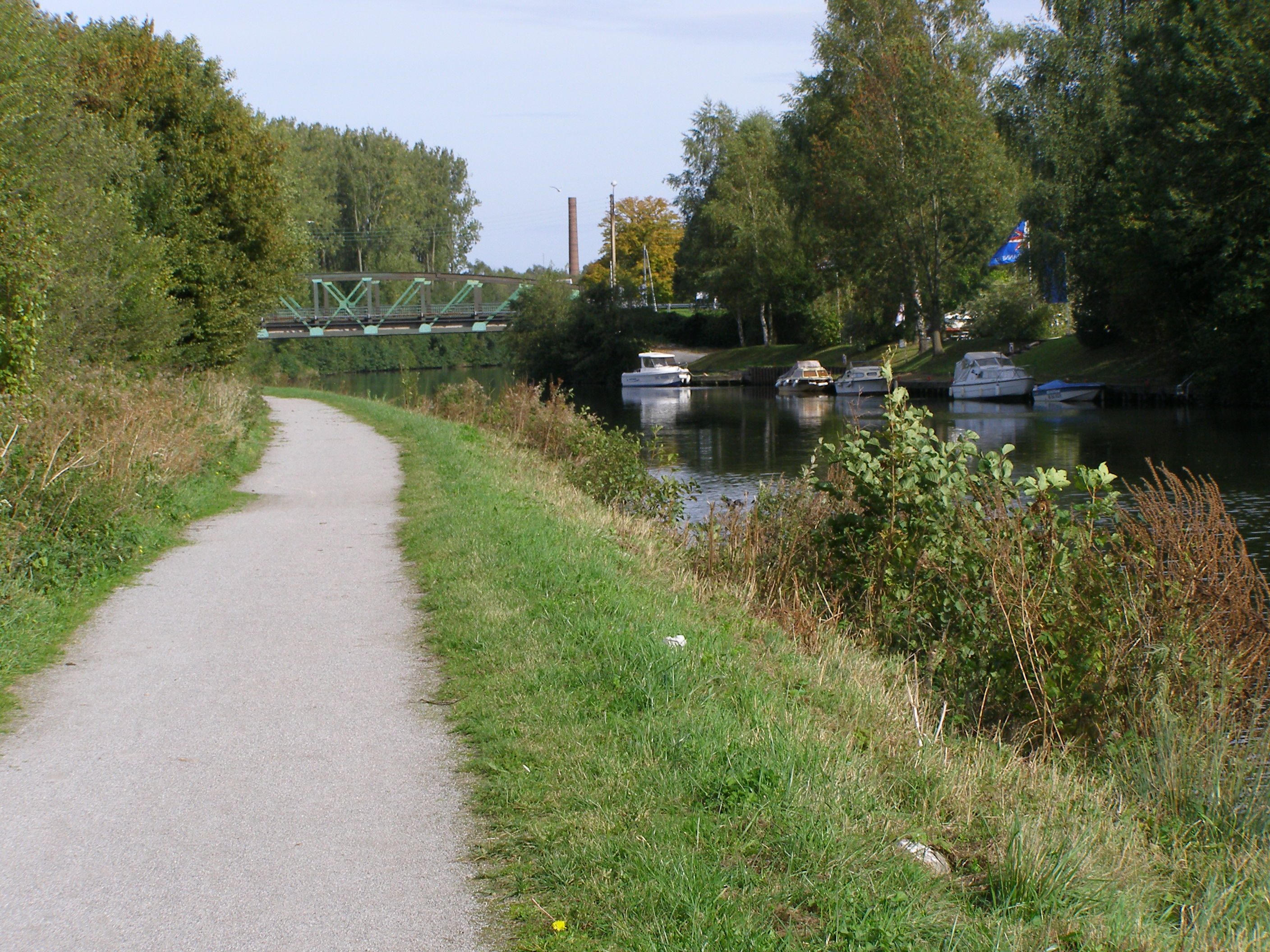
Embarcadère et pont sur la Sambre.
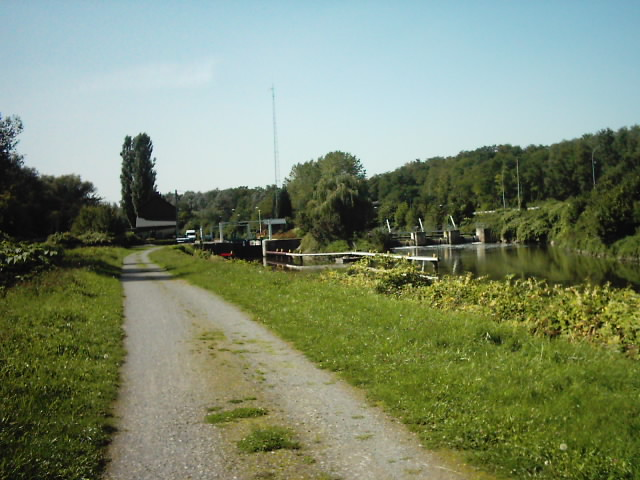
L'écluse et son barrage.

### Héraldique
| Blason de Marpent | Blason  | De gueules à dix losanges d'argent accolés et aboutés, trois, trois, trois et un. |
| Blason de Marpent | Détails |                                                                                   |